# 10671 Мазурова
10671 Мазурова (10671 Mazurova) — астероїд головного поясу, відкритий 11 вересня 1977 року.
Тіссеранів параметр щодо Юпітера — 3,480.